# شوک و ترس (فیلم)
شوک و ترس (فیلم) (به انگلیسی: Shock and Awe) فیلمی در ژانر درام به کارگردانی راب رینر محصول ایالات متحده آمریکا است که در سال ۲۰۱۷ منتشر خواهد شد. ازجمله ستارگان این فیلم می‌توان به جیمز مارسدن، میلا یوویچ و جسیکا بیل اشاره کرد.

## داستان
این فیلم در مورد داستان خبرنگارانی است که اظهارات دولت جورج بوش در مورد اتهام نگهداری تسلیحات مورد استفاده در واقعه تهاجم به عراق در سال ۲۰۰۳ نسبت به صدام حسین را بررسی می‌کنند.

## بازیگران
- جیمز مارسدن در نقش وارن استرابل
- میلا یوویچ در نقش ولاتکا
- جسیکا بیل در نقش لیزا
- وودی هارلسون در نقش جاناتان لندای
- تامی لی جونز در نقش جوزف ال. گالووی
- راب رینر در نقش جان والکات
- ریچارد شیف در نقش یک فرد معمولی
- ال ساپینزا در نقش کارل
- پرستون جیمز هیلر در نقش خبرنگار شماره ۲
- جک توپالیان در نقش احمد چلبی
- تاداسای یونگ در نقش روزنامه‌نگار
- هان سوتو در نقش کارشناس تسلیحات هسته‌ای
- کیت باتلر در نقش نانسی والکات
- جف کاپرتون در نقش سناتور
- گیب وایت در نقش میچ استرابل
- مارگو مورر در نقش خانم گرین
- مارکوس لایل بروون در نقش کارآگاه رسمی
- ند یوسف در نقش انتیفاد قنبر
- لوک تنی در نقش آدام
- تری دیل پارکس در نقش دیکسی
- تریسی بروثرتون در نقش سناتور ایالات متحده آمریکا
- ویلیام کورتیس کاپراسمیت در نقش گروهبان مته شماره یک
- کارل پالمر در نقش رئیس مجلس سنا
- مایکل اسکات در نقش روزنامه‌نگار جوان
- جی سیلز در نقش دیکسی
- ران ام پترسون در نقش سرباز
- اوا سانتانا در نقش روزنامه‌نگار جوان بخش سرگرمی
- کایل کراوفورد در نقش روزنامه‌نگار
- دیوید مانکریف در نقش بیل
- لیندسی آیلیف در نقش آقای مایر

## فیلمبرداری
فیلمبرداری در ۵ اکتبر ۲۰۱۶ آغاز شد. در اکتبر ۲۰۱۶ الک بالدوین از گروه تولید کنار رفت.